# مگس‌گیر کلاه‌سپیداج
مگس‌گیر کلاه‌سپیداج (نام علمی: Leptopogon amaurocephalus) گونه‌ای از پرندگان تیرهٔ ژیان‌مرغان (Tyrannidae) است که در مکزیک، همهٔ کشورهای آمریکای مرکزی به جز السالوادور، و همهٔ کشورهای آمریکای جنوبی به جز شیلی یافت می‌شود. در اروگوئه به عنوان سرگردان شناخته می‌شود.